# カルマニョーラ
カルマニョーラ（伊: Carmagnola）は、イタリア共和国ピエモンテ州トリノ県にある基礎自治体（コムーネ）。

## 地理

### 位置・広がり

#### 隣接コムーネ
隣接するコムーネは以下の通り。括弧内のCNはクーネオ県所属を示す。
- カラマーニャ・ピエモンテ (CN)
- カリニャーノ
- チェレゾーレ・アルバ (CN)
- ロンブリアスコ
- ポイリーノ
- ラッコニージ (CN)
- ソンマリーヴァ・デル・ボスコ (CN)
- ヴィッラステッローネ

## 行政

### 分離集落
カルマニョーラには、以下の分離集落（フラツィオーネ）がある。
- Bossola, Cappuccini, Casanova, Cavalleri, Cavalleri Piccoli, Cocchi, Corno, Due Provincie, Fumeri, Gaidi, Madama, Morello, Motta, Oselle, Pochettino, Salsasio, San Bernardo, San Giovanni, San Grato, San Michele, Santa Rita, Tetti Grandi, Tuninetti, Vallongo

## 姉妹都市
- オパティヤ、クロアチア
- Río Tercero、アルゼンチン